# 静里村 (岐阜県)
静里村（しずさとむら）は、かつて岐阜県不破郡に存在した村である。
現在の大垣市の一部に該当し、杭瀬川、大谷川に挟まれた地域である。
村名は、この地域の輪中の名、静里輪中に由来する。
村内は東西に美濃路が走り、大垣宿と垂井宿のほぼ中間に位置する。現在も交通の要所であり、旧国道21号、国道21号が走る。

## 沿革
- 江戸時代、この地域は美濃国不破郡であり、大垣藩領、天領の混在地であった。
- 1875年（明治8年） - 塩田村と徳光村が合併し、静里村となる。
- 1897年（明治30年）4月1日 - 静里村、荒川村、久徳村、中曽根村、桧村が合併し、静里村となる
- 1940年（昭和15年）2月11日 - 大垣市に編入される。

## 学校
- 静里尋常小学校（現・大垣市立静里小学校）